# La Gloria, Durango
La Gloria är en ort i Mexiko.   Den ligger i kommunen Lerdo och delstaten Durango, i den centrala delen av landet, 800 km nordväst om huvudstaden Mexico City. La Gloria ligger 1 159 meter över havet och antalet invånare är 148.
Terrängen runt La Gloria är kuperad åt sydost, men åt nordväst är den platt. Runt La Gloria är det ganska glesbefolkat, med 47 invånare per kvadratkilometer. Närmaste större samhälle är Ciudad Lerdo, 16,4 km öster om La Gloria. Trakten runt La Gloria består till största delen av jordbruksmark.